# Wilhelm Wirtinger

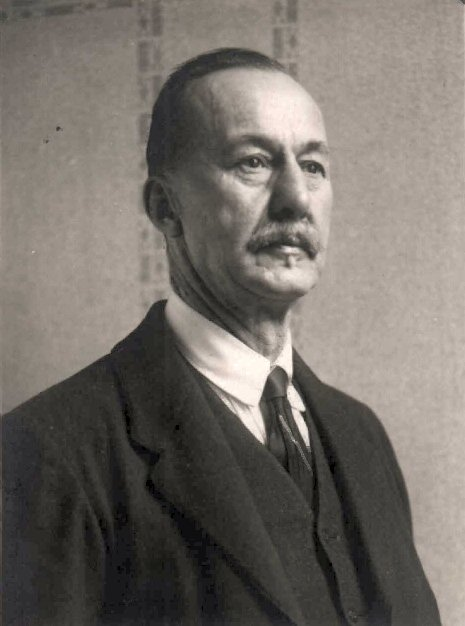
Wilhelm Wirtinger (1928)

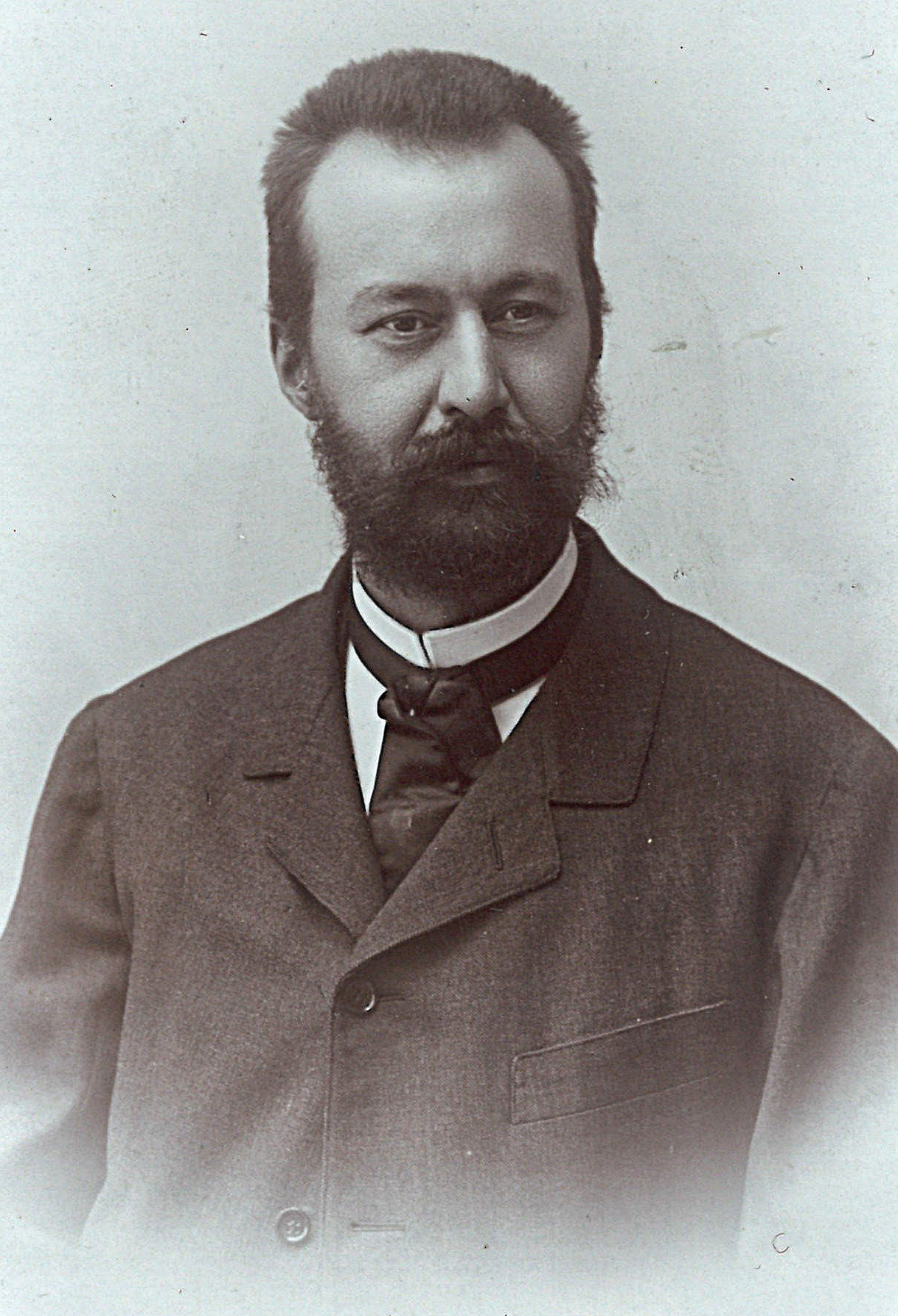
Wilhelm Wirtinger (um 1902)

Wilhelm Wirtinger (* 19. Juli 1865 in Ybbs an der Donau; † 16. Januar 1945 ebenda) war ein österreichischer Mathematiker.
In der Literatur finden sich auch abweichende Geburts- und Sterbedaten.

## Leben
Wirtinger studierte an der Universität Wien, in Berlin und Göttingen bei Felix Klein. 1887 wurde er in Wien bei Emil Weyr promoviert (Über eine spezielle Tripelinvolution in der Ebene) und 1890 habilitierte er sich dort. 1895 wurde er Professor in Wien, ging aber noch im selben Jahr nach Innsbruck. Ab 1905 war er wieder Professor in Wien.
Er wurde 1923 Mitglied der Akademischen Burschenschaft Ostmark Wien.

## Wirken
Wirtinger befasste sich als Schüler von Felix Klein mit dem Ausbau der Riemannschen Funktionentheorie, speziell zu Thetafunktionen. Daneben befasste er sich auch mit Geometrie, Invariantentheorie, Zahlentheorie, mathematischer Physik (von Statik, der Theorie der Oberflächenwellen und der Regenbögen bis hin zur Allgemeinen Relativitätstheorie). Er befasste sich auch mit Knotentheorie (seine Ergebnisse wurden aber erst von Emil Artin 1925 veröffentlicht), wo die Wirtinger-Präsentierung von Knoten nach ihm benannt ist. Bekannt ist sein Name durch die für stetig differenzierbare Funktionen {\displaystyle f\colon [0,\pi ]\to \mathbb {R} } mit {\displaystyle f(0)=f(\pi )=0} gültige Wirtinger-Ungleichung
{\displaystyle \int _{0}^{\pi }f(x)^{2}dx\leq \int _{0}^{\pi }f'(x)^{2}dx.}
1907 erhielt er die Sylvester-Medaille der Londoner Royal Society. 1906 wurde er zum korrespondierenden Mitglied der Göttinger Akademie der Wissenschaften gewählt. Seit 1925 war er korrespondierendes Mitglied der Preußischen Akademie der Wissenschaften. Er ist sehr bekannt für seine 1927 veröffentlichte Arbeit „Zur formalen Theorie der Funktionen von mehr komplexen Veränderlichen“, in der eine starke Vereinfachung der bis dahin nur sehr umständlich möglichen Ableitung/Differentiation von Funktionen einer oder mehrerer komplexer Veränderlichen eingeführt wurde. Dies wird als Wirtinger-Kalkül bzw. Wirtinger Ableitungen bezeichnet. 1931 wurde er in die Bayerische Akademie der Wissenschaften aufgenommen.
Zu seinen Schülern zählten Otto Schreier, Kurt Gödel, Johann Radon, Olga Taussky-Todd, Hilda Geiringer, Eduard Helly, Wilhelm Blaschke, Karl Strubecker, Leopold Vietoris und Hans Hornich.
1904 hielt er einen Plenarvortrag auf dem Internationalen Mathematikerkongress in Heidelberg (Riemanns Vorlesungen über die hypergeometrische Reihe und ihre Bedeutung). Die Österreichische Akademie der Wissenschaften nahm ihn 1905 als wirkliches Mitglied auf. Er war Ehrendoktor der Universität Hamburg (1920), der Universität Innsbruck (1935) und der Universität Oslo (1902).

## Werke
- Untersuchungen über Thetafunctionen. Teubner, Leipzig 1895
- Allgemeine Infinitesimalgeometrie und Erfahrung. Teubner, Leipzig 1926
- Zur Theorie der konformen Abbildung mehrfach zusammenhängender ebener Flächen. Verlag der Akademie der Wissenschaften, Berlin 1942
- Wirtinger Algebraische Funktionen und ihre Integrale und mit Krazer Abelsche Funktionen und allgemeine Thetafunktionen Enzyklopädie der Mathem.Wissenschaften